# Zoramia flebila
Zoramia flebila és una espècie de peix pertanyent a la família dels apogònids.

## Descripció
- Pot arribar a fer 4,4 cm de llargària màxima.
- 7 espines i 9 radis tous a l'aleta dorsal i 2 espines i 9 radis tous a l'anal.
- Té una línia de color blau iridescent al llarg de la base de l'aleta anal.[4][5]

## Hàbitat
És un peix marí, demersal i de clima tropical que viu entre 8 i 12 m de fondària.

## Distribució geogràfica
Es troba al Pacífic occidental central: Fiji.

## Observacions
És inofensiu per als humans.